# Christian Schwarzer

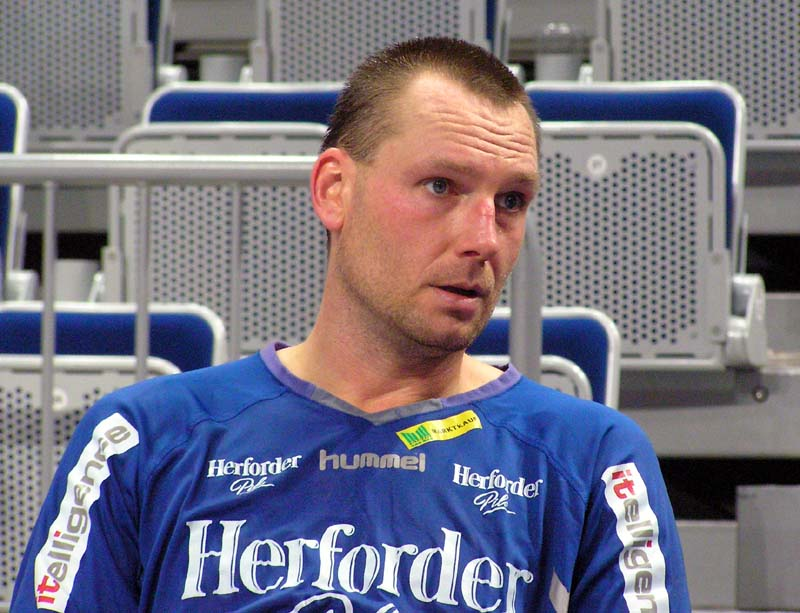
Christian Schwarzer, 2006.

Christian Schwarzer, född 23 oktober 1969 i Braunschweig, är en tysk tidigare handbollsspelare (mittsexa).
Schwarzer spelade 319 landskamper (näst flest) och gjorde 966 mål (flest genom tiderna) för Tysklands landslag, mellan åren 1989 och 2008. Han var bland annat med och tog OS-silver 2004 i Aten och vann VM-guld 2007 på hemmaplan. Vid VM 2003 utsågs han till turneringens mest värdefulla spelare (MVP), då Tyskland tog silver.

## Klubbar
- VfL Fredenbeck (1987–1991)
- TV Niederwürzbach (1991–1999)
- FC Barcelona (1999–2001)
- TBV Lemgo (2001–2007)
- Rhein-Neckar Löwen (2007–2009)